# Jugadora Mundial de la FIFA 2006

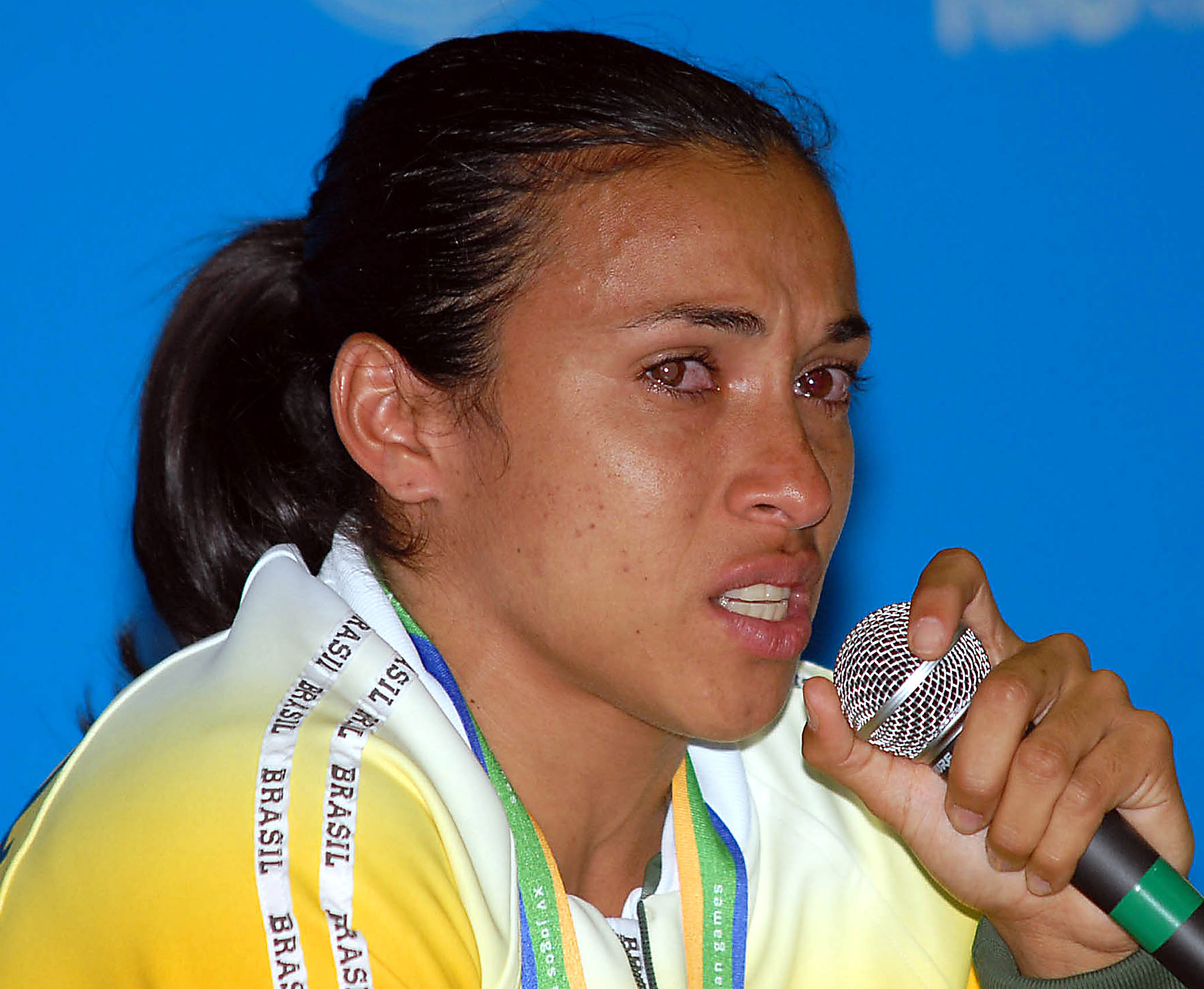
Marta Vieira da Silva, ganadora en 2006

La jugadora mundial de la FIFA 2006 fue un premio individual otorgado por la Federación Internacional de Fútbol Asociación para reconocer a la mejor futbolista del mundo. Esta sería la sexta gala organizada por la FIFA para la categoría de mujeres.
La ganadora de esta edición fue la brasileña Marta Vieira da Silva, quien para ese entonces contaba con 20 años y que en una conferencia de prensa celebrada antes de la ceremonia había confesado que su único objetivo era jugar a un gran nivel. Hasta esta instancia, Marta contaba con una notable trayectoria con la selección femenina de fútbol sub-20 de Brasil con la que disputó la Copa Mundial Femenina de Fútbol Sub-19 de 2002 y la Copa Mundial Femenina de Fútbol de 2003 pero con el equipo de mayores, en ambos torneos terminando en la cuarta posición, además fue vencedora del Campeonato Sudamericano Femenino de 2003 y participó en los Juegos Olímpicos de Atenas 2004 donde obtuvo la medalla de plata. A nivel de clubes venía de conseguir varios títulos nacionales e internacionales en el extranjero, con el Umeå IK de la Damallsvenskan y la Liga de Campeones Femenina de la UEFA en la edición de 2003.
La brasileña venía de quedar en la segunda posición en la edición de 2005, por detrás de la alemana Birgit Prinz, quien fue la vencedora.

## Votación
La votación del premio estuvo a cargo de más de 100 directores técnicos y capitanes de selecciones absolutas. Como requisito, cada uno eligió a tres candidatos quienes obtuvieron una puntuación específica de cinco, tres y un punto respectivamente.

## Resultados
La ganadora del premio fue la brasileña y jugadora de la selección absoluta Marta Vieira da Silva. Marta obtuvo la mayor puntuación posible en la clasificación final, con un total de 475 puntos. En una segunda posición terminó la estadounidense Kristine Lilly con 388 puntos, quien contaba con una trayectoria tanto en los Estados Unidos como en el extranjero y de varias participaciones con la selección absoluta de su país. En el tercer lugar y completando el podio quedó la alemana Renate Lingor con 305 puntos y quien defendía los colores de la camiseta del Eintracht Fráncfort en la Bundesliga Femenina.
Este fue el primer premio individual que recibió la brasileña por parte de la FIFA durante su carrera como futbolista profesional. Premio que volvería a ganar de manera consecutiva en la edición de 2007.
| Posición | Nacionalidad   | Futbolista       | Puntaje |
| -------- | -------------- | ---------------- | ------- |
| 1        | Brasil         | Marta            | 475     |
| 2        | Estados Unidos | Kristine Lilly   | 388     |
| 3        | Alemania       | Renate Lingor    | 305     |
| 4        | Estados Unidos | Abby Wambach     | 182     |
| 5        | Inglaterra     | Kelly Smith      | 157     |
| 6        | Alemania       | Silke Rottenberg | 154     |
| 7        | China          | Han Duan         | 116     |
| 8        | China          | Ma Xiaoxu        | 99      |
| 9        | Suecia         | Malin Moström    | 87      |
| 10       | Suecia         | Lotta Schelin    | 82      |